# Räpplinge
Räpplinge är en småort i Räpplinge socken, Borgholms kommun, där bland annat Räpplinge kyrka är belägen.

## Befolkningsutveckling
| Befolkningsutvecklingen i Räpplinge 1990–2010 | Befolkningsutvecklingen i Räpplinge 1990–2010 | Befolkningsutvecklingen i Räpplinge 1990–2010 | Befolkningsutvecklingen i Räpplinge 1990–2010 | Befolkningsutvecklingen i Räpplinge 1990–2010 |
| --------------------------------------------- | --------------------------------------------- | --------------------------------------------- | --------------------------------------------- | --------------------------------------------- |
|                                               |                                               |                                               |                                               |                                               |
| År                                            |                                               |                                               | Folkmängd                                     | Areal (ha)                                    |
| 1990                                          | 1990                                          |                                               | 159                                           | 41#                                           |
| 1995                                          | 1995                                          |                                               | 172                                           | 41#                                           |
| 2000                                          | 2000                                          |                                               | 143                                           | 41#                                           |
| 2005                                          | 2005                                          |                                               | 138                                           | 45#                                           |
| 2010                                          | 2010                                          |                                               | 135                                           | 45#                                           |
| 2015                                          | 2015                                          |                                               | 142                                           | 52#                                           |
| Anm.: # Som småort.                           |                                               |                                               |                                               |                                               |